# Bertiera breviflora
Bertiera breviflora är en måreväxtart som beskrevs av William Philip Hiern. Bertiera breviflora ingår i släktet Bertiera och familjen måreväxter. Inga underarter finns listade i Catalogue of Life.